# Homens e a cidade
Homens e a cidade (árabe: رجال ومدينة Rijāl wal-Madīnah) é uma novela histórica de 320 páginas escrita pelo antigo ditador iraquiano Saddam Husein que foi publicada no ano 2002. A obra é em grande parte de caráter autobiográfico e descreve como o avô de Saddam Husein lutou contra os turcos durante o Império Otomano. Também é centrada na ascensão do Partido Baaz Árabe Socialista no Iraque e vários dos familiares de Saddam, incluído seu tio. Foi o terceiro trabalho que Saddam publicou. O herói da novela é uma personagem chamada Saleh, mas crê-se amplamente que a novela é uma autobiografa do próprio Saddam com um nome fictício.

## Detalhes
Saddam Husein, o antigo governante do Iraque, publicou quatro livros ao todo. Todas as suas obras foram publicadas com o pseudônimo 'o autor' provavelmente com fins ideológicos e propagandísticos. O livro teve uma boa difusão pois o governo iraquiano os incluiu no plano de estudos nacional para as escolas iraquianas, e após a guerra os livros de Saddam desfrutaram de um renascimento, com cópias oficiais e pirateadas de seu último livro esgotando-se.
Ainda que haja algumas sugestões de que o texto foi escrito por escritores fantasma, uma revisão de Homens e a cidade por Sa'adoon A o-Zubaydi, tradutor presidencial de Saddam Hussein, confirma que Saddam era de fato o autor:
Com frequência o texto é ilegível. Precisa ser reescrito, aclarado. Não é verdadeiro, no entanto, que os textos foram escritos por seu secretário, como se insinuou. Tenho visto todos os manuscritos originais. Foram escritos com a típica letra ordenada de Saddam, com poucas exclusões e muitas repetições. Quando ele se topava com uma nova palavra, especialmente uma complicada, ficava fascinado com ela e a usava uma e outra vez, quase sempre de maneira inapropriada.
Antes da Invasão do Iraque de 2003, Homens e a cidade junto com duas das outras novelas de Saddam, Zabiba e o rei e O castelo fortificado, foi incluída no plano de estudos das escolas iraquianas. O nome de Saddam nunca apareceu em nenhuma das capas, com "Uma novela escrita por seu autor" sendo a única identificação de autoria no livro. A novela foi como os esforços literários prévios de Saddam louvadas por críticos e autores literários iraquianos após sua publicação.
De acordo a Hassan M. Fattah colaborador do The New York Times a intenção do livro era pintar uma boa imagem pública para Sadan Husein e fortalecer as "credenciais nacionalistas do Sr. Hussein ao descrever como supostamente seu avô lutou contra os turcos durante o Império Otomano."